# SEC Armadillo

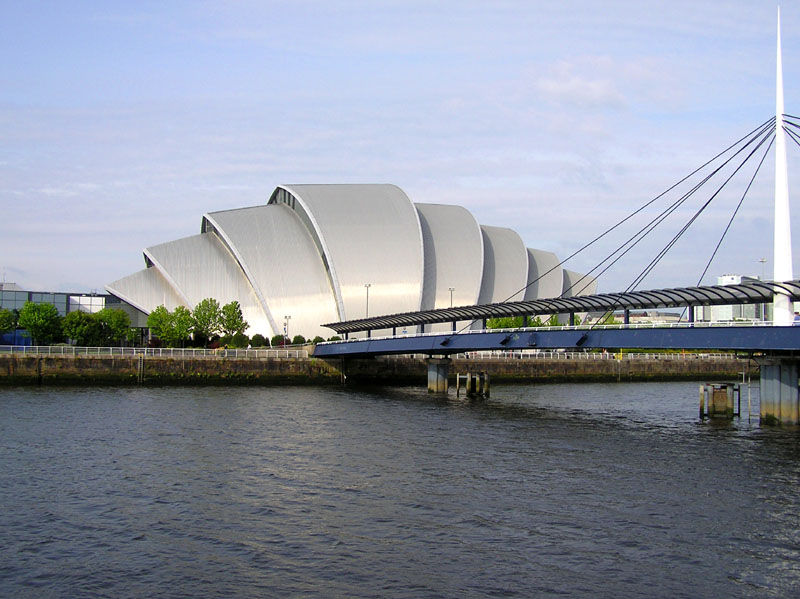
SEC Armadillo, invigd 1997 som Clyde Auditorium.

SEC Armadillo är en konserthall i Glasgow (Skottland). Den är belägen vid floden Clyde och invigdes 1997 under namnet Clyde Auditorium. Byggnaden ritades av arkitektbyrån Foster and Partners och har plats för 3 000 sittande.
Byggnaden var i folkmun känd som The Armadillo på grund den bältdjursliknande formen. 2017 bytte den namn till SEC Armadillo i samband med en allmän omstrukturering av de olika byggnaderna som var del av Scottish Exhibition and Conference Centre (SECC), öppnat 1985. För att förtydliga det ökade fokuset på olika evenemang bytte hela byggnadskomplexet namn till Scottish Event Campus (SEC), och de övriga byggnaderna fick då namnet SEC Centre och SSE Hydro. SEC Centre är den ursprungliga byggnaden.